# CFU Club Shield 2025
El CFU Club Shield 2025 fue la sexta edición del CFU Club Shield la competición internacional anual de fútbol de clubes de segunda división de la región del Caribe, que se celebra entre los clubes afiliados a la Unión de Fútbol del Caribe (CFU), una subconfederación de la CONCACAF.
El certamen dió inicio el 26 de julio de 2025 y sus dos finalistas clasificaron a la Copa Caribeña de la Concacaf 2025.

## Equipos participantes
| País                                 | Equipo                    | Método de clasificación                                     |
| Ligas profesionales                  | Ligas profesionales       | Ligas profesionales                                         |
| ------------------------------------ | ------------------------- | ----------------------------------------------------------- |
| Trinidad y Tobago                    | Police                    | Tercer lugar de la TT Premier Football League 2024-2025     |
| Trinidad y Tobago                    | Port of Spain             | Cuarto lugar de la TT Premier Football League 2024-2025     |
| Haití                                | Capoise                   | Subcampeón del Campeonato Nacional de Haití 2025            |
| Jamaica                              | Arnett Gardens            | Tercer lugar de la Liga Premier Nacional de Jamaica 2024-25 |
| República Dominicana                 | Moca                      | Tercer lugar de la Liga Dominicana de Fútbol 2024           |
| Surinam                              | Transvaal                 | Subcampeón de la Liga Mayor de Surinam 2024                 |
| Ligas semiprofesionales y amateurs   |                           |                                                             |
| Anguila                              | Doc's United              | Campeón de la Liga de Fútbol de Anguila 2024                |
| Antigua y Barbuda                    | All Saints United         | Campeón de la Primera División de Antigua y Barbuda 2024-25 |
| Aruba                                | SV Britannia              | Campeón de la Primera División de Aruba 2024-25             |
| Barbados                             | Weymouth Wales            | Campeón de la Primera División de Barbados 2024             |
| Bonaire                              | Real Rincón               | Campeón de la Liga de Bonaire 2023-24                       |
| Dominica                             | Dublanc                   | Campeón del Campeonato de fútbol de Dominica 2024           |
| Granada                              | Paradise FC International | Campeón de la Liga de Fútbol de Granada 2024-25             |
| Guayana Francesa                     | Étoile de Matoury         | Campeón del Campeonato Nacional 2023-24                     |
| Guyana                               | Guyana Defence Force      | Campeón del GFF Elite League 2024                           |
| Islas Caimán                         | Scholars International    | Campeón de la CIFA Premier League 2023-24                   |
| Islas Turcas y Caicos                | Academy Eagles            | Campeón de la WIV Liga Premier 2024-25                      |
| Islas Vírgenes Británicas            | Wolues                    | Campeón de la BVIFA National Football League 2023-24        |
| Islas Vírgenes de los Estados Unidos | Rovers                    | Campeón de la Premier League de USVISF 2024                 |
| Martinica                            | Club Franciscain          | Campeón del Campeonato Nacional de Martinica 2023-24        |
| Puerto Rico                          | Academia Quintana         | Campeón de la Liga Puerto Rico 2023-24                      |
| San Cristóbal y Nieves               | St Paul's United          | Campeón de la SKNFA Superliga 2024                          |
| Sint-Maarten                         | SCSA Eagles               | Campeón del Campeonato de Sint-Maarten 2023-24              |
| Santa Lucía                          | La Clery                  | Campeón de la Primera División 2024                         |

## Fase de grupos
- Los horarios corresponden a la hora local de Trinidad y Tobago (UTC-4).

### Grupo A
| Pos. | Equipo            | Pts. | PJ | G | E | P | GF | GC | Dif. | Clasificación |
| ---- | ----------------- | ---- | -- | - | - | - | -- | -- | ---- | ------------- |
| 1    | Academy Eagles FC | 6    | 2  | 2 | 0 | 0 | 8  | 0  | +8   | Semifinales   |
| 2    | Academia Quintana | 6    | 2  | 2 | 0 | 0 | 8  | 0  | +8   |               |
| 3    | La Clery          | 4    | 2  | 1 | 1 | 0 | 4  | 1  | +3   |               |
| 4    | Real Rincón       | 1    | 2  | 0 | 1 | 1 | 1  | 4  | −3   |               |
| 5    | AS Capoise        | 0    | 2  | 0 | 0 | 2 | 0  | 6  | −6   |               |
| 6    | Rovers            | 0    | 2  | 0 | 0 | 2 | 0  | 10 | −10  |               |

 Fuente: Concacaf
Notas:
1. 1 2  Puntos por juego limpio: Academy Eagles 0, Academia Quintana -1.

| 26 de julio | Academia Quintana                                                           | 5:0 (2:0) | Rovers | Estadio Hasely Crawford, Puerto España |  |
| 17:00       | Marrero 20' · T. Fernández 37' · Faisca 57' · Rivero 71' · K. Hernández 73' | Reporte   |        |                                        |  |

| 26 de julio | Real Rincón  | 1:1 (0:0) | La Clery      | Estadio Ato Boldon, Couva |  |
| 17:00       | Cicillia 80' | Reporte   | St. Roman 66' |                           |  |

| 26 de julio | Capoise | 0:3 | Academy Eagles | Estadio Hasely Crawford, Puerto España |  |
| 19:00       |         |     |                |                                        |  |

| 28 de julio | Capoise | 0:3 | La Clery | Estadio Larry Gomes, Malabar |  |
| 14:00       |         |     |          |                              |  |

| 28 de julio | Academia Quintana             | 3:0 (1:0) | Real Rincón | Estadio Hasely Crawford, Puerto España |  |
| 14:00       | Nieves 33' · Guardia 83', 85' | Reporte   |             |                                        |  |

| 28 de julio | Academy Eagles                                   | 5:0 (2:0) | Rovers | Estadio Ato Boldon, Couva |  |
| 14:00       | Stewart 14' · Paul 17', 51', 85' · Belizaire 74' | Reporte   |        |                           |  |

### Grupo B
| Pos. | Equipo               | Pts. | PJ | G | E | P | GF | GC | Dif. | Clasificación |
| ---- | -------------------- | ---- | -- | - | - | - | -- | -- | ---- | ------------- |
| 1    | Moca FC              | 6    | 2  | 2 | 0 | 0 | 2  | 0  | +2   | Semifinales   |
| 2    | Paradise FC          | 4    | 2  | 1 | 1 | 0 | 5  | 3  | +2   |               |
| 3    | SV Britannia         | 4    | 2  | 1 | 1 | 0 | 3  | 1  | +2   |               |
| 4    | Guyana Defence Force | 3    | 2  | 1 | 0 | 1 | 2  | 1  | +1   |               |
| 5    | AS Etoile Matoury    | 0    | 2  | 0 | 0 | 2 | 2  | 5  | −3   |               |
| 6    | St Paul's United     | 0    | 2  | 0 | 0 | 2 | 0  | 4  | −4   |               |

 Fuente: Concacaf
| 26 de julio | St Paul's United | 0:2 (0:1) | Guyana Defence Force                 | Estadio Larry Gomes, Malabar |  |
| 14:00       |                  | Reporte   | Nelson 45+5' (pen.) · McDonald 90+3' |                              |  |

| 26 de julio | SV Britannia  | 1:1 (0:1) | Paradise FC International | Estadio Larry Gomes, Malabar |  |
| 16:00       | Boekhoudt 67' | Reporte   | Williams 35'              |                              |  |

| 26 de julio | Moca               | 1:0 (1:0) | Étoile Matoury | Estadio Ato Boldon, Couva |  |
| 19:00       | Youssou 39' (a.g.) | Reporte   |                |                           |  |

| 28 de julio | Moca      | 1:0 (1:0) | Guyana Defence Force | Estadio Larry Gomes, Malabar |  |
| 16:00       | Parra 14' | Reporte   |                      |                              |  |

| 28 de julio | SV Britannia                 | 2:0 (0:0) | St Paul's United | Estadio Hasely Crawford, Puerto España |  |
| 16:00       | De Sousa 47' · Boekhoudt 78' | Reporte   |                  |                                        |  |

| 28 de julio | Étoile Matoury         | 2:4 (2:0) | Paradise FC International                            | Estadio Ato Boldon, Couva |  |
| 16:00       | Boutou 13' · Habbo 44' | Reporte   | K. Williams 64', 73' · J. Isaac 80' · Maitland 90+2' |                           |  |

### Grupo C
| Pos. | Equipo            | Pts. | PJ | G | E | P | GF | GC | Dif. | Clasificación |
| ---- | ----------------- | ---- | -- | - | - | - | -- | -- | ---- | ------------- |
| 1    | Weymouth Wales    | 6    | 2  | 2 | 0 | 0 | 11 | 1  | +10  | Semifinales   |
| 2    | SV Transvaal      | 4    | 2  | 1 | 1 | 0 | 3  | 0  | +3   |               |
| 3    | All Saints United | 4    | 2  | 1 | 1 | 0 | 3  | 1  | +2   |               |
| 4    | Police FC         | 3    | 2  | 1 | 0 | 1 | 7  | 4  | +3   |               |
| 5    | SCSA Eagles       | 0    | 2  | 0 | 0 | 2 | 2  | 9  | −7   |               |
| 6    | Wolues FC         | 0    | 2  | 0 | 0 | 2 | 0  | 11 | −11  |               |

 Fuente: Concacaf
| 27 de julio | Transvaal                                  | 3:0 (1:0) | Wolues | Estadio Larry Gomes, Malabar |  |
| 14:00       | Bhoi 27' · Keizerweerd 70' · Hecbert 90+7' | Reporte   |        |                              |  |

| 27 de julio | All Saints United                                   | 3:1 (3:0) | SCSA Eagles | Estadio Larry Gomes, Malabar |  |
| 16:00       | L. Parker 10' (a.g.) · Isaac 17' · Deterville 45+3' | Reporte   | Chilin 63'  |                              |  |

| 27 de julio | Police      | 1:3 (1:2) | Weymouth Wales                     | Estadio Hasely Crawford, Puerto España |  |
| 19:00       | Allen 45+1' | Reporte   | Applewhaite 3', 43' · Harewood 88' |                                        |  |

| 29 de julio | Police                                                            | 6:1 (2:0) | SCSA Eagles   | Estadio Hasely Crawford, Puerto España |  |
| 16:00       | Sitney 25' · Hutchinson 33' · Freitas 54', 63' · Jones 74' (pen.) | Reporte   | Tavernier 69' |                                        |  |

| 29 de julio | Transvaal | 0:0     | All Saints United | Estadio Larry Gomes, Malabar |  |
| 16:00       |           | Reporte |                   |                              |  |

| 29 de julio | Weymouth Wales                                                                                      | 8:0 (3:0) | Wolues | Estadio Ato Boldon, Couva |  |
| 16:00       | Headley · Stewart 34', 70' · Holligan 45+2', 47' · Applewhaite 80' (pen.), 88' (pen.) · Lashley 90' | Reporte   |        |                           |  |

### Grupo D
| Pos. | Equipo                 | Pts. | PJ | G | E | P | GF | GC | Dif. | Clasificación |
| ---- | ---------------------- | ---- | -- | - | - | - | -- | -- | ---- | ------------- |
| 1    | Franciscain            | 6    | 2  | 2 | 0 | 0 | 7  | 1  | +6   | Semifinales   |
| 2    | Port of Spain          | 6    | 2  | 2 | 0 | 0 | 6  | 2  | +4   |               |
| 3    | Arnett Gardens         | 3    | 2  | 1 | 0 | 1 | 5  | 4  | +1   |               |
| 4    | Dublanc FC             | 3    | 2  | 1 | 0 | 1 | 2  | 5  | −3   |               |
| 5    | Scholars International | 0    | 2  | 0 | 0 | 2 | 1  | 3  | −2   |               |
| 6    | Doc's United FC        | 0    | 2  | 0 | 0 | 2 | 2  | 8  | −6   |               |

 Fuente: Concacaf
| 27 de julio | Club Franciscain                                                          | 6:1 (3:0) | Doc's United | Estadio Ato Boldon, Couva |  |
| 17:00       | Clervil 3' · Priam 5', 90+3' (pen.) · Jougon 38' · Marajo 56' · Delor 84' | Reporte   | S. James 54' |                           |  |

| 27 de julio | Port of Spain             | 2:1 (1:0) | Scholars International | Estadio Hasely Crawford, Puerto España |  |
| 17:00       | J. Wilson 28' · McFee 85' | Reporte   | C. Brown 48'           |                                        |  |

| 27 de julio | Arnett Gardens                                  | 4:0 (3:0) | Dublanc | Estadio Ato Boldon, Couva |  |
| 19:00       | G. Taylor 9' · Smith 12', 16' · C. Taylor 90+1' | Reporte   |         |                           |  |

| 29 de julio | Port of Spain                             | 4:1 (1:0) | Arnett Gardens | Estadio Hasely Crawford, Puerto España |  |
| 14:00       | Henry 24', 78' · McFee 65' · Chavez 90+3' | Reporte   | Jones 77'      |                                        |  |

| 29 de julio | Franciscain | 1:0 (0:0) | Scholars International | Estadio Ato Boldon, Couva |  |
| 14:00       | Attelly 58' | Reporte   |                        |                           |  |

| 29 de julio | Dublanc                | 2:1 (0:0) | Doc's United | Estadio Larry Gomes, Malabar |  |
| 14:00       | Thomas 54' · Royer 73' | Reporte   | Ricketts 79' |                              |  |

## Fase final
- Los horarios corresponden a la hora local de Trinidad y Tobago (UTC-4).

### Cuadro de desarrollo
|  | Semifinales         | Semifinales         |   |                     | Final               | Final |  |
|  |                     |                     |   |                     |                     |       |  |
|  | 1 de agosto - Couva |                     |   |                     |                     |       |  |
|  | Academy Eagles      | 0 (4)               |   |                     |                     |       |  |
|  | Moca                | 0 (5)               |   |                     |                     |       |  |
|  |                     |                     |   |                     |                     |       |  |
|  |                     |                     |   |                     | 3 de agosto - Couva |       |  |
|  |                     |                     |   |                     | Moca                | 3     |  |
|  |                     | Weymouth Wales      | 2 |                     |                     |       |  |
|  |                     |                     |   |                     |                     |       |  |
|  |                     |                     |   |                     |                     |       |  |
|  |                     |                     |   |                     | Tercer lugar        |       |  |
|  | 1 de agosto - Couva | 1 de agosto - Couva |   | 3 de agosto - Couva | 3 de agosto - Couva |       |  |
|  | Weymouth Wales      | 2                   |   | Academy Eagles      | 0                   |       |  |
|  | Club Franciscain    | 1                   |   |                     | Club Franciscain    | 2     |  |

### Semifinales
| 1 de agosto | Academy Eagles                                        | 0:0 (4:5 p.)               | Moca                                           | Estadio Ato Boldon, Couva |  |
| 17:00       |                                                       | Reporte                    |                                                |                           |  |
|             |                                                       | Tiros desde el punto penal |                                                |                           |  |
|             | - A. Stewart - De Bellot - Paul - Innocent - Pluviose |                            | - Puga - Dabas - Jiménez - Francisco - De Peña |                           |  |

| 1 de agosto | Weymouth Wales               | 2:1 (2:1) | Club Franciscain | Estadio Ato Boldon, Couva |                           |
| 19:00       | Neblett 26' · S. Stewart 39' | Reporte   | Marajo 12'       | Árbitro(s): José Corporán | Árbitro(s): José Corporán |

### Partido por el tercer puesto
| 3 de agosto | Academy Eagles | 0:2 (0:1) | Club Franciscain      | Estadio Ato Boldon, Couva     |                               |
| 17:00       |                | Reporte   | Abaul 13' · Priam 85' | Árbitro(s): Adrián Lage Pérez | Árbitro(s): Adrián Lage Pérez |

### Final
| 3 de agosto | Moca                                 | 3:2 (1:0) | Weymouth Wales                   | Estadio Ato Boldon, Couva    |                              |
| 19:00       | Azcona 24' · Dabas 75' · Ventura 82' | Reporte   | Applewhaite 86' - Brathwaite 88' | Árbitro(s): Ken Pennyfeather | Árbitro(s): Ken Pennyfeather |

|                                    |
| Bandera de la República Dominicana |
| Campeón Moca 1.er título           |